# Gerardo Pisarello
Gerardo Pisarello Prados, né le 10 août 1970, est un homme politique espagnol membre du Barcelone en commun.
Il devient le premier adjoint à la mairie de Barcelone avec Ada Colau. En 2019, il est élu député de la circonscription de Barcelone lors des élections générales d'avril 2019. Il devient ensuite premier secrétaire du Congrès des députés.